# Flughafen Karup

i7
i11
i13
Der Karup Airport (dän. Karup Lufthavn) ist ein als Regionalflughafen zivil mitgenutzter Militärflugplatz der Königlich-Dänischen Luftstreitkräfte, die die Einrichtung unter der Bezeichnung Flyvestation Karup u. a. als Stützpunkt ihres Helicopter Wing, eines Hubschraubergeschwaders, nutzen. Der größte Militärflugplatz Nordeuropas, auf dem sich mehr als 1000 Gebäude befinden, liegt 25 km südwestlich Viborgs in der gleichnamigen Kommune an der Primærrute 12 im Südwesten der Gemeinde Karup.

## Geschichte

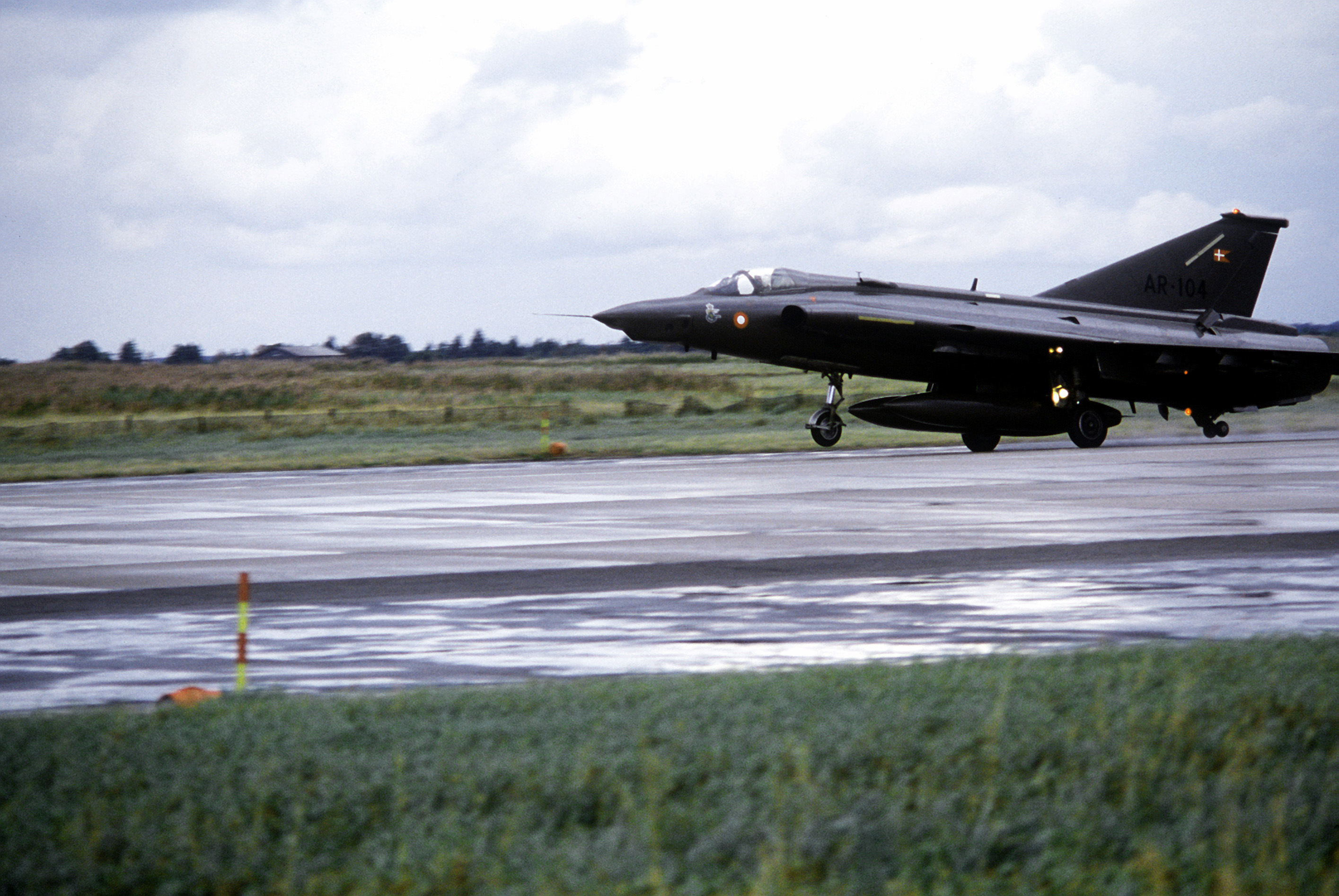
Ein dänisches Kampfflugzeug vom Typ Saab RF-35 „Draken“ während der Übung REFORGER '82 auf dem Luftwaffenstützpunkt Karup

Die Einrichtung entstand nach der Besetzung Dänemarks durch die deutsche Wehrmacht im April 1940 und wurde im Sommer des Jahres in Betrieb genommen. Die deutsche Luftwaffe nutzte den Einsatzhafen Grove, so der ursprüngliche Name, nach seiner Fertigstellung insbesondere als Stützpunkt von Abfangjägern gegen alliierte Bomber. Bei Beginn der Luftschlacht um England am 8. August 1940 lag hier die II. Gruppe des Kampfgeschwaders 30. Diese griff als Teil des X. Fliegerkorps der Luftflotte 5 in die Kämpfe auf der Britischen Insel ein. Der Einsatzhafen Grove wurde im Laufe des Krieges zum Fliegerhorst erweitert und war mit Aalborg-West einer der am stärksten befestigten Flugplätze der Luftwaffe im besetzten Westeuropa. Grove war auch einer der wenigen Stützpunkte, von dem He 219 Nachtjäger operierten.
Im Jahr 1942 war Grove zunächst jedoch für wenige Monate Standort der Jagdfliegerschule 3. Zwischen November 1942 und Anfang Januar 1944 war Grove dann bis auf eine in Aalborg-West liegende Staffel Heimathorst der IV. Gruppe des Nachtjagdgeschwaders 3 (IV./NJG 3), die anfangs mit Bf 110 und Do 217 ausgerüstet war. Letztere wurde im Sommer 1943 durch Ju 88C ersetzt. Eine Staffel blieb jedoch noch bis zum Spätsommer 1944 in Grove liegen. Hinzu kamen zwischen April und Juli 1944 die I. Gruppe des Kampfgeschwaders 26 (I./KG 26), die die He 111H und Ju 88C flog.
Zwischen Juni 1944 und Anfang Mai 1945 war die Schul- bzw. später Stabsstaffel des gleichen Geschwaders in Grove beheimatet und im Sommer 1944 lag hier parallel für eine kurze Zeit die im Juli 1944 aufgestellte Schulstaffel des Nachtjagdgeschwaders 1 (NJG 1). Die mit Ju 88G ausgerüstete II. Gruppe des NJG 3 kam Anfang September 1944 auf den Platz und wurde im Spätherbst durch die I. Gruppe abgelöst. Sie blieb  hier bis Kriegsende, bestand jedoch ab Ende März 1945 nur noch aus einer Staffel.
Nach 1947 erweiterten die dänischen Streitkräfte die Flyvestation Karup zu einer Basis von Flugzeugen, Hubschraubern und Raketen sowie um Einsatzunterstützungsbereiche.
Im Jahr 1949 wurde in Karup die 3. Flottille der dänischen Marineflieger mit Meteor F4/T7 aufgestellt. Zwei Jahre später wurde die Flottille als 723. Staffel in die neuen Luftstreitkräfte überführt, die im gleichen Jahr mit der 724. eine zweite Meteor-Staffel aktivierten. Beide Staffeln wurden bereits im folgenden Jahr nach Aalborg (West) verlegt. Ende 1952 wurde eine weitere Staffel, die 727. Eskadrille aufgestellt. Diese sollte hier bis 1974 stationiert bleiben und flog zunächst bis 1959 die F-84E/G und anschließend die F-100D. Neben den Einsitzern wurden auch einige F/TF-100F Trainer eingesetzt. Zwischen 1959 und 1961 lag hier zusätzlich die 730. Staffel, die die F-84G noch zwei Jahre in Karup weiterflog. Eine weitere Staffel, die 729. Eskadrille, flog die RF-84F-Aufklärer bis 1971.
Das NATO-Regionalkommando Allied Command Baltic Approaches (BALTAP) wurde 1962 in Karup aufgestellt und war bis 2002 ein weiterer Nutzer der weitläufigen Militärbasis.
Auf Betreiben lokaler Politiker begann am 1. November 1965 die zivile Mitnutzung, zunächst in angemieteten Gebäuden des Militärs und ab 1968 in einem eigenen Terminal. Das erste vom Karup Lufthavn mit De Havilland Heron bediente Flugziel war Kopenhagen. Neben der SAS war Cimber Sterling eine wichtige Fluggesellschaft in Karup.
Eine weitere Jetstaffel der Luftstreitkräfte in Karup war die 725. Eskadron, die zwischen 1970 und Dezember 1991 die F/TF-35XD Draken einsetzte. Im Mai 1971 begann auch die Umrüstung der Aufklärerstaffel, die die Draken in den drei Versionen F/RF/TF-35XD bis Dezember 1993 flog.
Ein neues ziviles Terminal, genannt „Glasshouse“ wurde 1991 eröffnet. Die Passagierzahlen stiegen bis 2010 langsam aber stetig auf über 300.000 jährlich, fast ausschließlich auf innerdänischen Flügen.
Im Jahre 2003 übernahm die Flyvevåbnet die Hughes 500M und Fennec der Heeresflieger als 724. Staffel und stationierte sie in Karup. Die S-61A Sea King der 722. Staffel sowie die Marinehelikopter vom Typ Lynx Mk.90B kamen 2004 hinzu. Die Hughes 500M wurden ein Jahr später außer Dienst gestellt und die erste Merlin als Ersatz der Sea King traf 2006 ein. Die Marinehelikopter wurden ab 2011 wieder in die Luftstreitkräfte zurückgegliedert und bildeten fortan de 723. Staffel. Diese erhielt im Mai 2016 ihre ersten drei von neun bestellten MH-60R und Ende 2017 wurden die Lynx außer Dienst gestellt.

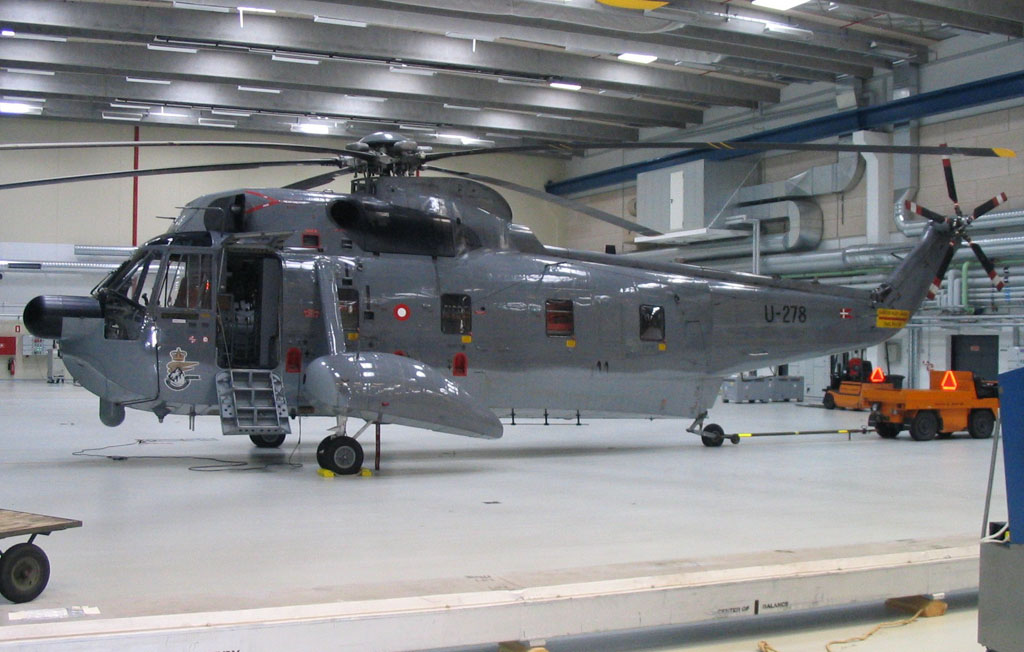
S-61A Sea King, 2004
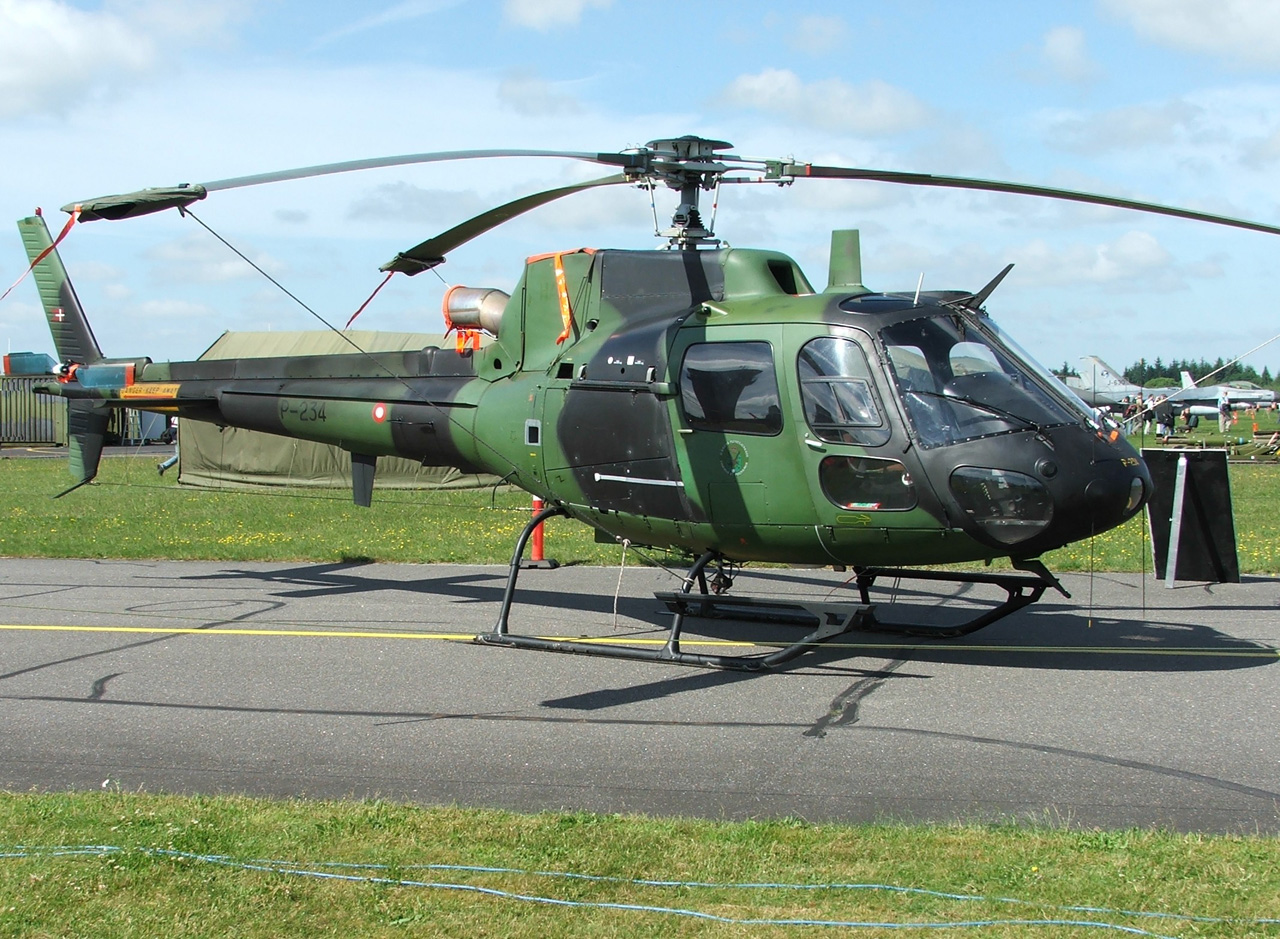
Fennec, 2005
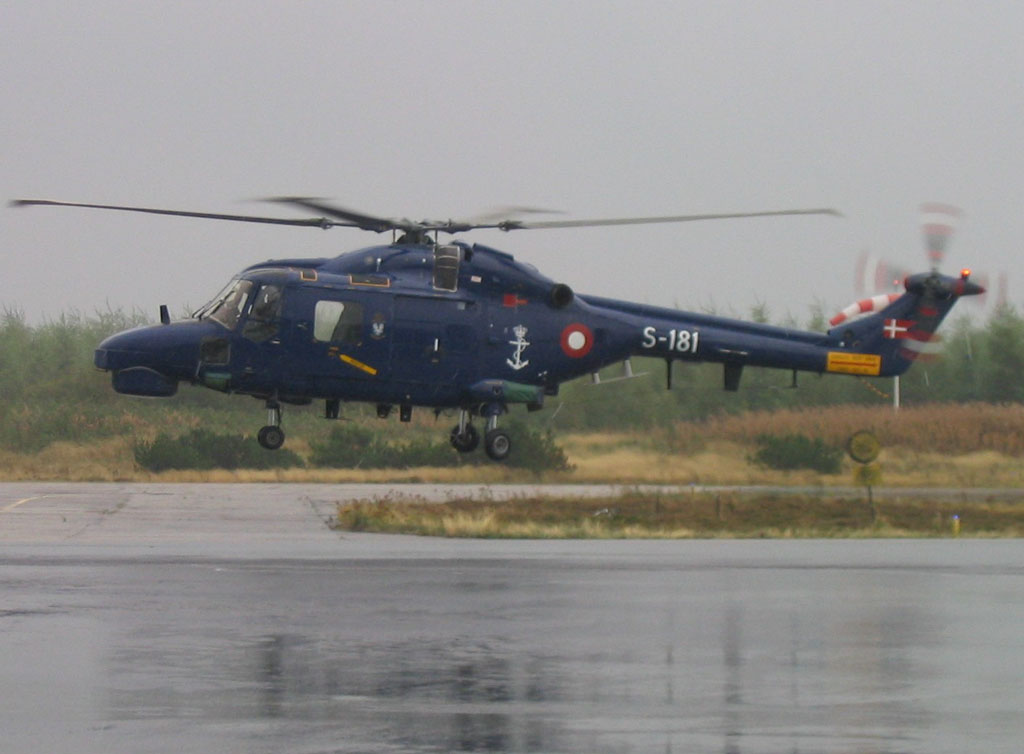
Sea Lynx Mk.90B, 2004

## Militärische Nutzung

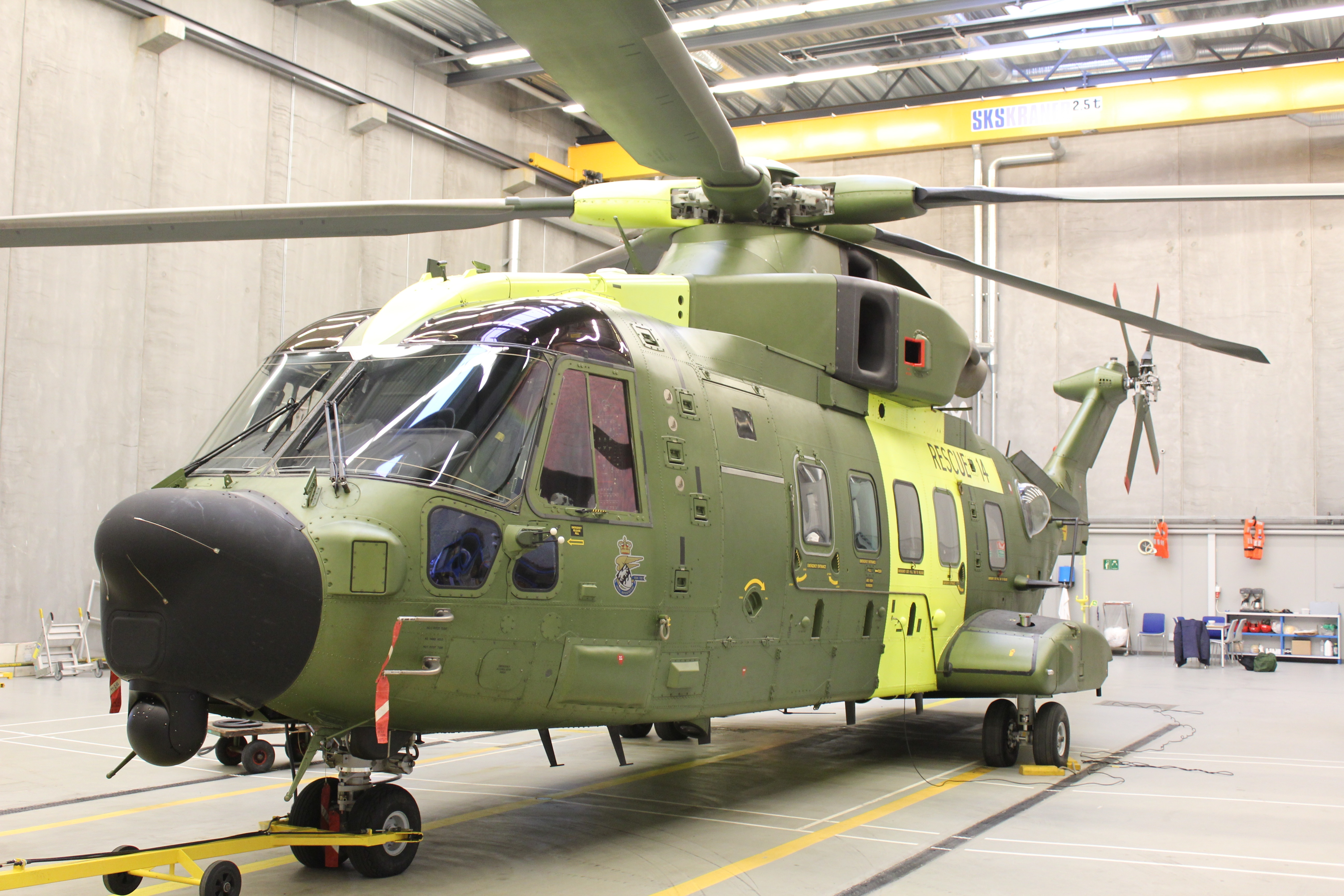
Merlin 512, 2011

Die Flyvestation Karup wird zurzeit (2020) wie folgt genutzt:
- Helikopter Wing Karup mit drei Staffeln, der Eskadrille 722 (AW101, seit 2006, SAR), 723 (Sikorsky MH-60R seit 2016, Bordhubschrauber) und 724 (Fennec, seit 2003)
- Flyveskolen (Flugschule, mit T-17)

Einige der Helikopter der 722. Staffel sind auf mehreren SAR-Basen über das Land verteilt.
Daneben beherbergt die Militärbasis eine Reihe weiterer nichtfliegender Verbände, hierzu gehören auch höhere Kommandobehörden der dänischen Land- und Luftstreitkräfte und auch der 2015 aufgestellte streitkräfteübergreifende Führungsstab hat hier seinen Standort.

## Zivile Nutzung
Von Karup aus starten Maschinen nach Kopenhagen (Danish Air Transport).